# Плелан-ле-Гран
Плелан-ле-Гран (фр. Plélan-le-Grand) — коммуна на северо-западе Франции, находится в регионе Бретань, департамент Иль и Вилен, округ Ренн, кантон Монфор-сюр-Мё. Расположена в 33 км к юго-западу от Ренна. Через территорию коммуны проходит национальная автомагистраль N24.
Население (2018) — 3 986 человек. 

## История
Первое упоминание о Плелане относится к 843 году, когда здесь был основан приход монастыря Святого Мелания. В деревне Ле-Гюэ, слившейся с Плеланом в XIX веке, обнаружены следы мотта IX века, на котором стоял замок короля Бретани Саломона. 
Население коммуны приветствовало Великую Французскую революцию с ее главным праздником — годовщиной казни короля Людовика XVI с принесением клятвы ненависти королю и анархии.
В 90-е годы строительство четырехполосной магистрали N24 привело к вырубке леса на территории коммуны, что вызвало массовые протесты ее жителей.

## Достопримечательности
- Церковь Святого Петра XIX века, построенная на месте церкви XIII века
- Шато Пон-Мюсар XV века
- Пруды в окрестностях коммуны

## Экономика
Структура занятости населения:
- сельское хозяйство — 7,5 %
- промышленность — 23,6 %
- строительство — 4,3 %
- торговля, транспорт и сфера услуг — 37,7 %
- государственные и муниципальные службы — 26,9 %

Уровень безработицы (2018) — 9,3 % (Франция в целом —  13,4 %, департамент Иль и Вилен — 10,4 %). 

Среднегодовой доход на 1 человека, евро (2018) — 21 580 (Франция в целом — 21 730, департамент Иль и Вилен — 22 230).

## Демография
Динамика численности населения, чел.

## Администрация
Пост мэра Плелан-ле-Грана с 2014 года занимает Мюриэль Дуте-Бутон (Murielle Douté-Bouton). На муниципальных выборах 2020 года возглавляемый ею независимый список был единственным.
| Период | Период | Фамилия             | Партия        | Примечания                                                |
| ------ | ------ | ------------------- | ------------- | --------------------------------------------------------- |
| 1977   | 1995   | Мари-Жозеф Биссонье | Разные правые | хирург-дантист, президент Генерального совет департамента |
| 1995   | 2008   | Жоэль Тёркети       | Разные левые  | архитектор                                                |
| 2008   | 2016   | Лоран Перень        | Разные правые | физиотерапевт                                             |
| 2016   |        | Мюриэль Дуте-Бутон  | Разные левые  | инженер                                                   |

## Галерея

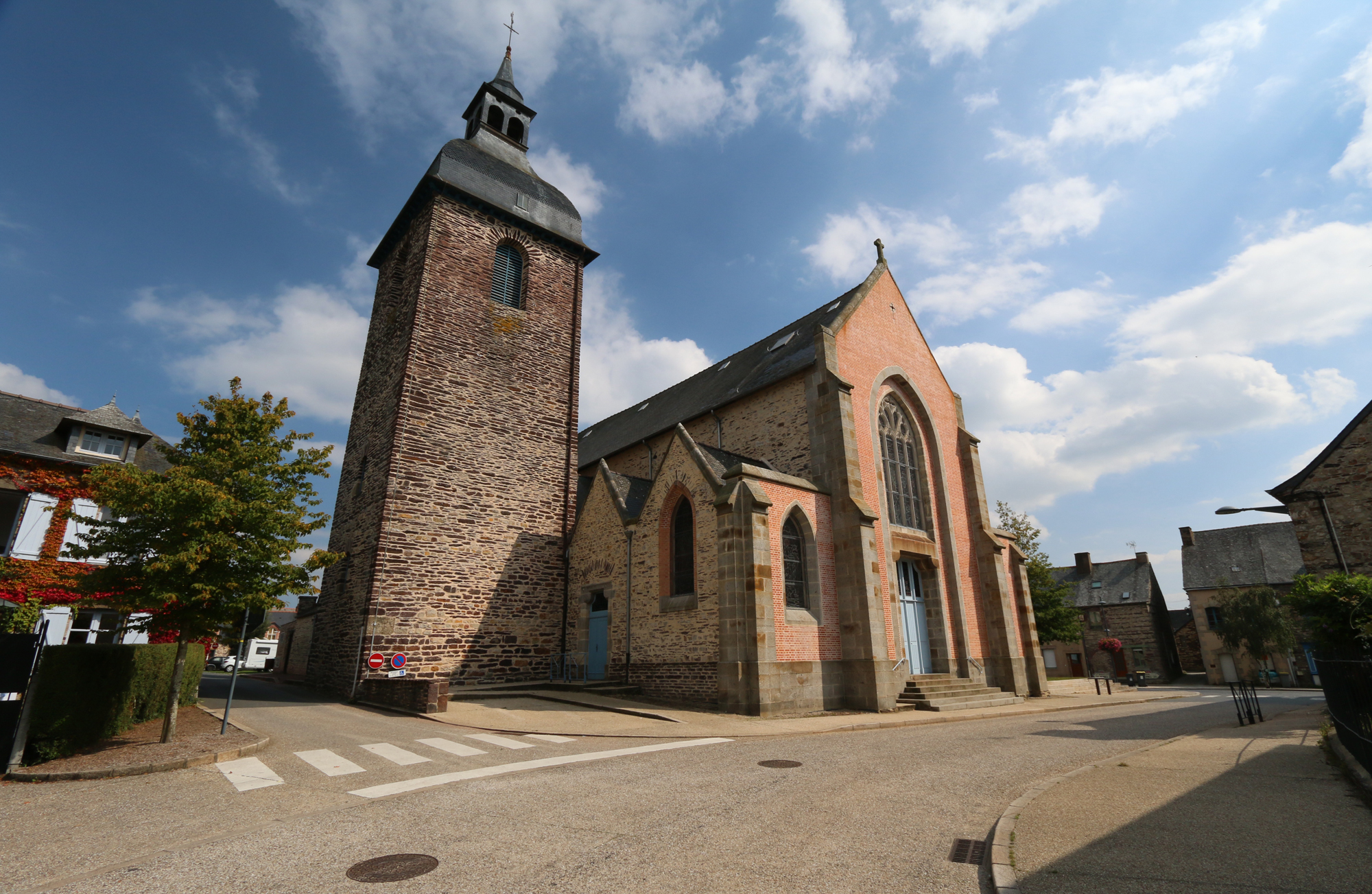
Церковь Святого Петра
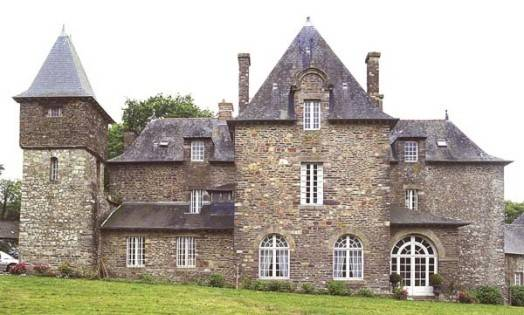
Шато Пон-Мюсар